# Wereldkampioenschappen schoonspringen 2017 – Landenwedstrijd
De landenwedstrijd tijdens de wereldkampioenschappen schoonspringen 2017 vond plaats op 18 juli 2017 in de Danube Arena in Boedapest.

## Uitslag
| Rang   | Land                | Namen                                     | Punten |
| ------ | ------------------- | ----------------------------------------- | ------ |
| Goud   | Frankrijk           | Laura Marino Matthieu Rosset              | 406.40 |
| Zilver | Mexico              | Viviana del Angel Rommel Pacheco          | 402.35 |
| Brons  | Verenigde Staten    | Krysta Palmer David Dinsmore              | 395.90 |
| 4      | Duitsland           | Maria Kurjo Patrick Hausding              | 379.55 |
| 5      | Maleisië            | Ahmad Azman Leong Mun Yee                 | 356.75 |
| 6      | China               | Chen Yiwen Qiu Bo                         | 355.15 |
| 7      | Colombia            | Carolina Murillo Sebastián Villa          | 354.90 |
| 8      | Venezuela           | María Betancourt Jesús Liranzo            | 349.75 |
| 9      | Italië              | Giovanni Tocci Noemi Batki                | 342.90 |
| 10     | Noord-Korea         | Kim Un-hyang Ri Hyon-ju                   | 341.20 |
| 11     | Rusland             | Joelia Timosjinina Jevgeni Koeznetsov     | 335.60 |
| 12     | Australië           | Melissa Wu Matthew Carter                 | 325.35 |
| 13     | Verenigd Koninkrijk | Robyn Birch Daniel Goodfellow             | 303.15 |
| 14     | Singapore           | Lim Shen-Yan Freida Jonathan Chan         | 302.85 |
| 15     | Nederland           | Joey van Etten Celine van Duijn           | 299.40 |
| 16     | Wit-Rusland         | Alena Khamulkina Vadim Kaptur             | 290.50 |
| 17     | Egypte              | Mohab Mohymen Maha Abdelsalam             | 284.20 |
| 18     | Oekraïne            | Anastasia Nedobiha Oleksandr Gorsjkovozov | 284.20 |
| 19     | Roemenië            | Anca Serb Aurelian Dragomir               | 250.60 |